# Rhythmisch-musikalische Erziehung
Rhythmisch-musikalische Erziehung, oder in Kurzform Rhythmik oder Rhythmik / Musik und Bewegung genannt, ist eine künstlerisch-pädagogische Disziplin. Zentraler Inhalt der Rhythmik ist die Wechselwirkung zwischen Musik und Bewegung, die als Übertragungsprozess zwischen diesen beiden Ausdrucksmedien thematisiert wird: Wie beeinflussen musikalische Vorgänge die Bewegung und wie können tänzerische Ereignisse zu Musik werden? 
Grundlage des Faches Rhythmik ist eine am Menschen orientierte Arbeitsweise, die der Eigenständigkeit, Kreativität und Gestaltungskraft der Praktizierenden besondere Aufmerksamkeit schenkt. So findet der Erwerb fachbezogener Fertigkeiten und Kenntnisse überwiegend in der stetigen Wechselbeziehung von Eindruck und Ausdruck statt und gibt dem Einzelnen Raum für eigene Wahrnehmungen, Gestaltungsideen und Erkenntnisse.
„Ein spezifisches und altersentsprechendes Spiel- und Förderangebot im polaren Wechselspiel, zum Beispiel von Ruhe und Bewegung, Dynamik (laut – leise), Tempo (schnell – langsam), Artikulation (Spielweise), steckt den methodisch-didaktischen Rahmen ab und wird von den Unterrichtenden für die jeweilige Zielgruppe ausgearbeitet und entwickelt. Entscheidend im Unterricht ist Bewertungsfreiheit und Akzeptanz. Jede*r Teilnehmende äußert sich in Musik, Sprache und Bewegung so, wie es seinen/ihren Möglichkeiten und Fähigkeiten in diesem Moment entspricht“ (Hirler 2009, S. 17). Rhythmikkurse finden sich an Musikschulen, Kindertagesstätten, Jugendzentren, Tanz- und Bewegungszentren und an Einrichtungen mit kulturästhetischen Bildungsangeboten. Ausgebildete Rhythmiker sind häufig künstlerisch tätig. Sie komponieren eigene Stücke und führen diese auf, sie führen Regie bei Kulturprojekten oder wirken bei Produktionen im Bereich Musik – Tanz – Szene mit. Rhythmik kann an bundesdeutschen Musikhochschulen, Universitäten und Konservatorien als eigenständiges Hauptfach studiert werden.

## Entwicklung
Begründet wurde das Fach durch den Genfer Musikpädagogen Émile Jaques-Dalcroze (1865–1950), der die Bedeutung der rhythmisch geschulten Bewegung für den Musikunterricht und die Musikausübung erkannte. Jaques-Dalcroze entwickelte daraufhin eine Methode der Musikerziehung durch Bewegung. Er ließ zunächst seine Schüler den Takt mit den Armen schlagen und beobachtete dabei, dass sie den gesamten Körper mitbewegten. Diese Erkenntnis führte zu der weiterführenden Konsequenz, auch die Beine einzubeziehen, indem die Füße den Rhythmus realisierten. 
Die Übertragung von Rhythmus und Takt in Bewegungen der Arme und Beine ist eine der klassischen Dalcroze-Übungen, die veranschaulichen, wie die räumliche Darstellung eines zeitlichen Verlaufs zu einem besseren Verständnis für musikalische Abfolgen führen kann. Dalcroze entwickelte ein umfangreiches Kompendium an Übungen um den Sinn für Rhythmus, Melodieführung und Phrasierung zu steigern und zu differenzieren. Auch Klang, Dynamik, Mehrstimmigkeit und komplizierte musikalische Formen werden als réalisations corporelles in räumlich koordinierter Bewegung sichtbar gemacht. Klavierimprovisation und Solfège bilden zwei weitere Säulen seiner zunächst noch als gymnastique rythmique bezeichneten Methode der musikalischen Bildung durch Musik und Bewegung.
Seine Methode bedeutet, den Körper der Musik so präzise wie möglich folgen zu lassen. Dalcroze verlangt seinen Schülern in der simultanen Realisierung von manchmal sogar verschiedenen Taktarten und Rhythmen ein hohes Maß an Koordination und Präzision ab. Kritiker bezeichneten solche Übungen als Mechanisierung des Körpers. Diejenigen seiner Schüler, die vom Tanz oder von der Gymnastik kamen, bevorzugten es in ihrer eigenen Lehrtätigkeit, die individuell harmonische Körperbewegung zu suchen.
In der eigens für ihn errichteten Bildungsanstalt Hellerau, dem heutigen Festspielhaus, entwickelte Emile Jaques-Dalcroze von 1911 bis 1914 seine methodischen Ansatzpunkte weiter und gab sie an Hunderte von Schülern weiter. Dalcrozes Idee einer Erneuerung der Künste aus dem Geist des Rhythmus konnte er im Ersten Weltkrieg nicht selbst in Deutschland fortführen. Er kehrte 1914 nach Genf zurück, wo er das Zentralinstitut leitete, während seine Mitarbeiter und Schüler die weitere Verbreitung in Deutschland übernahmen. Die Methode wurde in „Rhythmisch-musikalische Erziehung“ umbenannt und 1925 erstmals an einer deutschen Musikhochschule etabliert.
Rhythmik verbreitete sich rasch und erhielt durch die Initiative einzelner Fachpersonen Eingang in angrenzende Fachbereiche. Insbesondere Rhythmiker und -innen begannen mit Tänzern, Sängern und Schauspielern zu arbeiten, drangen in die Heilpädagogik vor und etablierten das Fach in den Lehramtsstudiengängen für Musik. Die Wechselbeziehung von Musik und Bewegung blieb als inhaltliche Basis erhalten. Verändert wurde die Sichtweise auf die Lernenden. Die Individualität der einzelnen Gruppenmitglieder, ihre Befindlichkeit, ihr Lerntempo, ihre Art sich auszudrücken, rückten in den deutschsprachigen Ländern in den Vordergrund. Heute präsentieren sich Rhythmiker und -innen als Experten, um künstlerische und pädagogische Zielsetzungen im Bereich Musik und Bewegung zu verwirklichen. Grundlage dafür ist die auf Wahrnehmungsprozessen, Interaktion und Kreativitätsentfaltung in der Gruppe basierende Methode der Rhythmik. Zielgruppen sind alle Altersstufen vom Kleinkind bis zu alten und sehr alten Menschen sowie Menschen mit Förderbedarf in inklusiven Gruppen und in der Sonder- und Heilpädagogik.

## Pädagogische Aspekte

### Handlungsmedien und Methoden
Die Handlungsmedien der Rhythmik sind Musik, Bewegung und Sprache. Die Parameter Raum, Zeit, Kraft und Form bilden den fachdidaktischen Unterbau und strukturieren die Arbeitsweisen. Die Methodik betont eine Reihe von Komponenten wie Handlungsorientierung, Sinnesvielfalt und Ergebnisoffenheit sowie Perspektivenwechsel und Teilnehmerzentrierung, Interaktion, Exploration, Improvisation und Gestaltung. Sowohl in der pädagogischen als auch in der künstlerischen Arbeit werden neben dem Körper als zentralem Ausdrucksmittel Instrumente, Stimme, Materialien und Neue Medien eingesetzt und kontextualisiert. Intermedialität findet sich auch in den Bezugnahmen zur Bildenden Kunst und Literatur wieder.

### Prinzipien der Rhythmik
Inhalt, Methode und Ziel durchdringen und bedingen sich in der Rhythmik häufig. So können zum Beispiel Bedingungen der Improvisation selbst im Fokus des Unterrichts stehen, ebenso kann Improvisation ein Mittel zur Erkundung eines Themas sein, darüber hinaus gilt in der Rhythmik die Fähigkeit zum spontanen Gestalten innerhalb eines gegebenen Kontextes als Qualitätsmerkmal. Als typische Prinzipien und Praktiken der Rhythmik im Gesamtfeld Musik und Bewegung können heute Exploration, Improvisation und Gestaltung, Wahrnehmungsdifferenzierung und Sensomotorik, Kommunikation und Interaktion gelten. Ein Charakteristikum ist die ästhetische Transformation zwischen den unterschiedlichen Ausdrucksmedien, zwischen Musik und Bewegung/Tanz, Bild und Musik, Bewegung und Text etc. Zunehmend werden auch digitale Medien einbezogen.

### Ziele und Wirkungsfelder
Ziele der Rhythmik sind Sensibilisierung der Sinne sowie die Entwicklung von Ausdrucksvermögen und Gestaltungsfähigkeiten in Musik und Bewegung. Es wird ein Verständnis für Wechselwirkung und Zusammenhang von Musik und Bewegung geweckt und Kenntnisse zu grundlegenden Gestaltungselementen in Musik und Parametern der Bewegung und der damit verbunden sozialen Interaktion vermittelt. Der menschliche Körper ist das tragende Medium der Rhythmik: Rhythmiker kommunizieren und gestalten in Bewegung und am Instrument musikalisch, verbal, mimisch und tänzerisch. Durch ihre Aktionen regen sie über mehrere Sinneswege Lernende zu eigenständigen Kreationen, Gestaltungen und Erkenntnissen an. Improvisation ist dabei ein wesentlicher, ständiger und immanenter Inhalt und Bestandteil. Es besteht Offenheit gegenüber jedem Menschen in seinem Sosein, seinen Äußerungen und Ausdrucksformen sowie jedweden künstlerischen Werken. Kulturelle Diversität und Aktualität der Rhythmik sind damit gewährleistet und bilden als Gesamt das Alleinstellungsmerkmal der Rhythmik.

## Ausbildungsmöglichkeiten
Eine Ausbildung zum Rhythmiklehrer/zur Rhythmiklehrerin ist an Musikhochschulen, Konservatorien und Universitäten möglich und wird mit einem Bachelor of Music (B.M.) oder einem Bachelor of Arts (B.A.) abgeschlossen. Das Studium setzt eine bestandene Eignungsprüfung im Hauptfach Rhythmik, im Instrument und in den Fächern Gehörbildung und Satzlehre/Musiktheorie voraus. Vielerorts werden darüber hinaus Masterstudiengänge mit künstlerischem oder pädagogischen Schwerpunkt aus dem Gesamtfeld Musik und Bewegung angeboten. Das Arbeitsfeld bietet sehr umfangreiche Möglichkeiten. Rhythmiker bzw. Musik- und Bewegungspädagogen arbeiten an Musikschulen mit Kindern ab einem Jahr (Eltern-Kind-Gruppen), in Kindergärten und Schulen, in der Erwachsenenbildung, an Erzieherschulen, als Choreographen, in den Bereichen Theater, Tanz, Musiktheater und Performance oder in der Gerontologie sowie mit Menschen mit Behinderungen oder psychischen Erkrankungen. Eine Festeinstellung an einer Institution ist selten, durch das zumeist selbstständige Arbeiten ist jedoch ein vielfältiges und persönlich abgestimmtes Berufsleben möglich.

## Der Arbeitskreis Musik und Bewegung / Rhythmik
Im Arbeitskreis Musik und Bewegung / Rhythmik an Hochschulen (AMBR) arbeiten diplomierte Rhythmikerinnen und Rhythmiker, die an bundesdeutschen Hochschulen, insbesondere Musikhochschulen, die Studienrichtung Musik und Bewegung lehren oder das Fach Rhythmik im Rahmen eines anderen Studiengangs vertreten. Der Verein stellt sich die Aufgabe, das Fach Musik und Bewegung / Rhythmik in künstlerischen, pädagogischen und therapeutischen Ausbildungen zu stärken, die darin Lehrenden zu vernetzen, die Forschung voranzutreiben und die künstlerische Praxis im kulturpädagogischen und sozialen Rahmen zu reflektieren und zu unterstützen. Zwei Mal im Jahr stattfindende Arbeitstreffen haben den fachlichen Austausch, hochschulpolitische Entwicklungen, die Aktualisierung der Ausbildungsinhalte im Sinne der outcome-Orientierung und die Planung von Symposien und Kongressen zum Inhalt.